# Thomas Lindsay Willman
Pour les articles homonymes, voir Willman.
Thomas Lindsay Willman (né en 1784 à Londres, décédé le 28 novembre 1840 à Londres) est un clarinettiste et bassettiste britannique d'origine allemande.

## Biographie
Né dans la famille de John Willman, un musicien militaire qui a quitté l'Allemagne pour s'installer en Angleterre dans la seconde moitié du XVIIIe siècle. Il apprend à jouer de la clarinette avec Christopher Ely, l'inspecteur des fanfares.
En 1805, il rejoint l'orchestre d'un théâtre de Dublin et donne des concerts dans différentes villes d'Irlande. En 1816, il s'installe en Angleterre, où il devient chef de l'orchestre des Coldstream Guards, qu'il dirige pendant dix ans.
En 1817, Thomas Lindsay Willman est invité à rejoindre la Philharmonic Society of London en tant que première clarinette. Au fil des ans, il s'est également produit en tant que soliste, notamment en interprétant, pour la première fois en Angleterre, le concerto pour clarinette de Mozart en 1838. Jouant souvent de la clarinette et du cor de basset dans un ensemble avec son beau-frère, le flûtiste Charles Nicholson (en) et le contrebassiste Domenico Dragonetti, Willman connaît un grand succès. Son répertoire était très varié et comprenait aussi bien des œuvres sérieuses comme le Quintette de Mozart que des airs populaires arrangés pour la clarinette.
Les récitals de Willman avec les principaux chanteurs d'opéra de l'époque, parmi lesquels Maria Malibran, Henriette Sontag et Angelica Catalani, ont suscité un grand intérêt du public.
« ...when Willman accompanied her it was difficult at times to distinguish the voice from the instrument. »
— Selon les propos du chanteur Henry Phillips (en) à propos des duos de Willman avec la soprano Melle Salmon.
        
« ... lorsque Willman l'accompagne, il est parfois difficile de distinguer la voix de l'instrument. »
Thomas Lindsay Willman est l'auteur de la méthode l'École de clarinette, publiée en 1826 et également de compositions manuscrites perdues à son usage.
En 1836, Thomas Lindsay Willman est également connu pour avoir joué la première à la clarinette basse de la pièce concertante Psalm lxx de Neukomm avec voix de contre-ténor féminine.
Dans les années 1830, Thomas Lindsay Willman continue à enseigner et promouvoir en Angleterre l'embouchure avec l'anche tournée vers la lèvre supérieure alors qu'en Allemagne et au conservatoire de Paris, le bec est définitivement tourné avec l'anche orientée vers la lèvre inférieure.

## Ouvrage
- (en) Complete instruction book for the clarinet, 1826[3]

## Biographie
: document utilisé comme source pour la rédaction de cet article.
- (en) Pamela Weston, Clarinet Virtuosi of the Past, York, Emerson, 1971, 291 p. (ISBN 978-0950620985). .